# Mihály Hesz

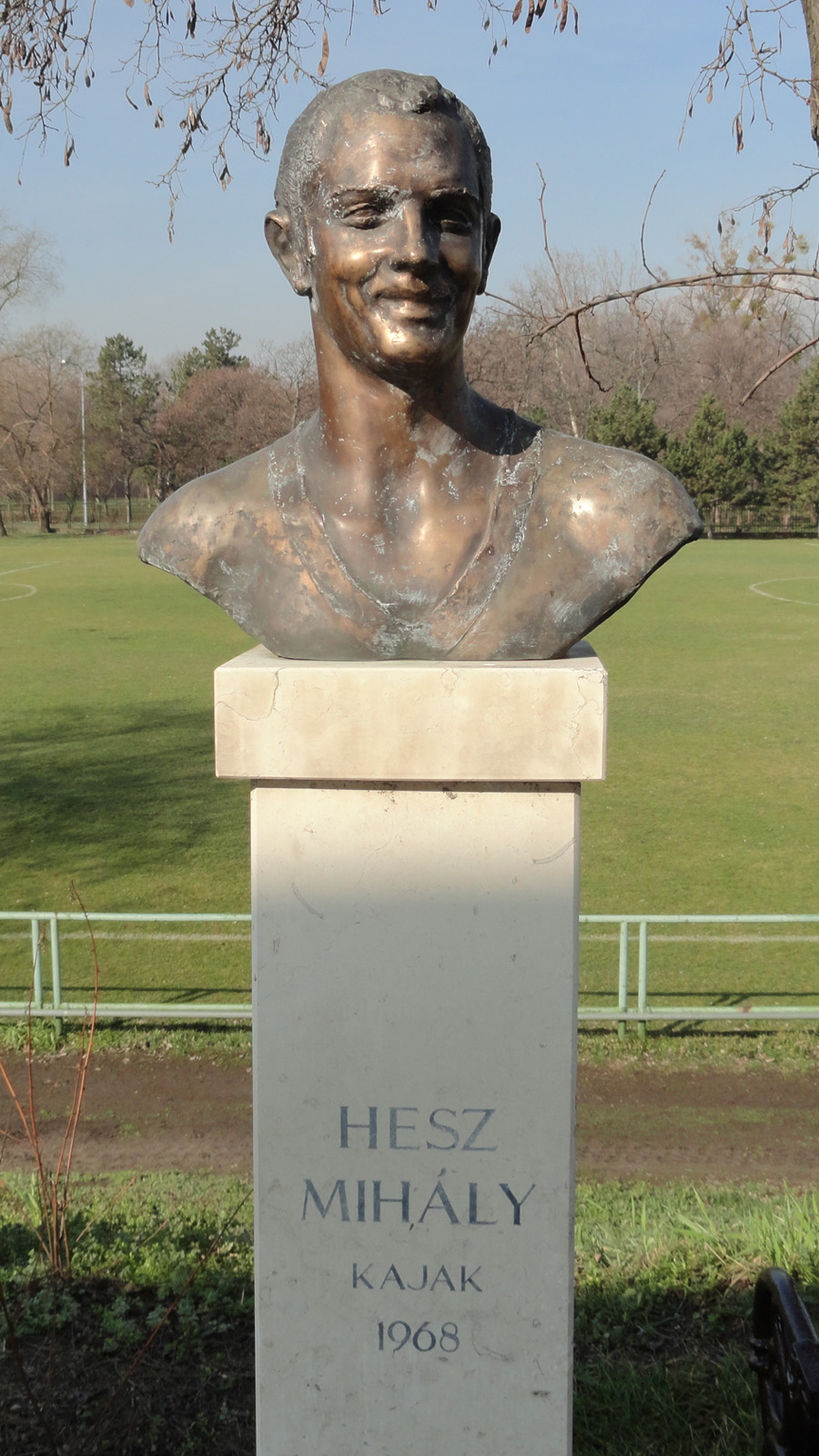
Büste von Mihály Hesz

Mihály Hesz [ˈmihaːj ˈhɛs] (* 15. Dezember 1943 in Nógrád) ist ein ehemaliger ungarischer Kanute.
Bei den Olympischen Spielen 1968 in Mexiko-Stadt wurde er Olympiasieger im Einer über 1000 m. Vier Jahre zuvor hatte er in Tokio über diese Strecke bereits die Silbermedaille gewonnen.
Er war mit der ehemaligen Schwimmeuropameisterin Andrea Gyarmati verheiratet und lebt in der Nähe von Stuttgart.